# Stefano Eranio
Stefano Eranio (Genova, 29 dicembre 1966) è un allenatore di calcio ed ex calciatore italiano, di ruolo centrocampista.

## Caratteristiche tecniche

### Giocatore
Eranio era un centrocampista, impiegato prevalentemente sulla fascia destra dove poteva far valere la propria tecnica, le proprie doti di corsa e l'abilità negli inserimenti in area; negli anni al Genoa ha giocato come esterno in un 3-5-2. All'occorrenza ha giocato anche come terzino, pur non essendo un vero difensore.

## Carriera

### Giocatore

#### Club

##### Genoa

Eranio in maglia genoana, pressato dall'ajacide Pettersson (sullo sfondo) nelle semifinali della Coppa UEFA 1991-1992.

Nato nel quartiere genovese di Molassana, entra a far parte delle giovanili del Genoa all'età di 9 anni dopo aver iniziato al Molassana Boero. Con la formazione rossoblu compie tutta la trafila delle giovanili, e fa parte della formazione Primavera insieme a Roberto Murgita, Franco Rotella e Luca Chiappino, sotto la guida di Attilio Perotti. Nel campionato di Serie B 1984-1985 esordisce in prima squadra, lanciato da Tarcisio Burgnich; nelle prime due stagioni viene impiegato come rincalzo, per un totale di 22 presenze in campionato. Nel marzo del 1986, nel corso della partita contro il Cesena, rimane vittima di un incidente che gli provoca una lesione a un rene, con conseguente intervento chirurgico che lo tiene fermo per quasi un anno.
A partire dal 1986 diventa stabilmente titolare, e con i Grifoni ottiene la promozione in Serie A al termine del campionato 1988-1989, sotto la guida di Franco Scoglio. Rimane al Genoa fino al 1992, formando con Gennaro Ruotolo la catena di destra del centrocampo; contribuisce al quarto posto della squadra di Osvaldo Bagnoli nel campionato di Serie A 1990-1991 e al raggiungimento della semifinale di Coppa UEFA l'anno successivo.

##### Milan
Il 5 giugno 1992 passa al Milan per 9 miliardi di lire, acquistato nell'ottica di sostituire Mauro Tassotti nel ruolo di terzino destro; l'esperimento, tuttavia, viene abbandonato poco dopo. Nella formazione allenata da Fabio Capello viene impiegato con minore continuità, anche a causa di alcuni infortuni, tra cui la rottura del tendine di Achille, nel maggio del 1994, che gli impedisce di partecipare al campionato del mondo 1994. Rientra nove mesi più tardi, all'inizio del 1995, dopo aver subito due interventi chirurgici.
Rimane in forza ai rossoneri fino al 1997; nella sua ultima stagione, anche a causa di screzi con l'allenatore Arrigo Sacchi, decide di non rinnovare il contratto, accettando l'offerta del Derby County. Chiude l'esperienza milanista con 3 scudetti, una Champions League, tre Supercoppe italiane e una Supercoppa UEFA.

##### Derby County e Pro Sesto
Nel Derby County diventa nel frattempo capitano, ma nel novembre del 1999 subisce il terzo grave infortunio della carriera (frattura della gamba). Al termine del campionato 2000-2001 annuncia il ritiro, e inizia l'attività di talent scout per conto del suo ex allenatore Jim Smith; il 4 agosto 2001, tuttavia, sigla un nuovo accordo con il Derby. In seguito all'esonero di Smith, lascia definitivamente il club inglese l'8 ottobre rescindendo il contratto. Con la maglia dei Rams ha disputato 108 partite tra campionato e coppe, e nel 2009 è stato votato tra i migliori giocatori di sempre del club.
Tornato in Italia, dopo aver atteso per alcuni mesi la chiamata del Genoa, il 7 febbraio 2002 si accorda con la Pro Sesto, formazione militante in Serie C2: nella formazione lombarda ricopre il duplice ruolo di allenatore in seconda e giocatore, ufficialmente come vice di Alessandro Musicco, non essendo consentito il doppio ruolo di allenatore e giocatore dalle normative federali. Viene riconfermato nelle stesse modalità anche per la stagione 2002-2003, al termine della quale chiude la carriera all'età di 37 anni.

#### Nazionale

Eranio (in alto) in nazionale nel 1992

Esordisce in nazionale il 22 dicembre 1990, chiamato da Azeglio Vicini per la partita contro Cipro; rimane l'ultimo calciatore del Genoa a giocare in Nazionale fino al 2008, quando viene convocato Marco Borriello. Rimane nel giro degli Azzurri anche durante la gestione di Arrigo Sacchi, durante la quale realizza il suo primo gol in nazionale il 9 settembre 1992 nell'amichevole vinta per 3-2 contro i Paesi Bassi. Il 14 ottobre seguente realizza, al 90º minuto, la rete decisiva per il 2-2 finale contro la Svizzera e per la qualificazione dell'Italia ai campionato del mondo 1994.
Complessivamente ha totalizzato 20 presenze e 3 reti in maglia azzurra.

### Allenatore
Dal 6 luglio 2004 allena i Giovanissimi Nazionali del Milan, e in seguito rimane nell'orbita milanista seguendo la Scuola Calcio Milan della Masseroni Marchese a Milano.
Il 26 luglio 2013 sostituisce Luca Chiappino sulla panchina della Primavera del Genoa. Il 23 settembre a seguito di quattro sconfitte consecutive, viene sostituito da Ivan Jurić.
Il 17 marzo 2015 viene chiamato da Christian Panucci come vice nella sua nuova esperienza livornese. Il 2 giugno si dimette dal ruolo di vice per motivi familiari.
Nel 2016 a Milano ha fondato l'omonima academy.

### Dopo il ritiro
Nel corso della sua militanza nella Pro Sesto conduce per conto del presidente sestese Luca Pasini una trattativa per l'acquisizione del Genoa.
In seguito ricopre il ruolo di commentatore sportivo per le trasmissioni calcistiche di Mediaset ed è opinionista per la trasmissione Diretta Stadio in onda sull'emittente 7 Gold.
Il 21 ottobre 2015 viene licenziato dalla televisione svizzera RSI il giorno dopo aver fatto, durante la telecronaca di Bayer Leverkusen-Roma (4-4), match valido per la Champions League 2015-2016, commenti ritenuti discriminatori e razzisti nei confronti di Antonio Rüdiger, difensore del club italiano: «I giocatori di colore, quando sono sulla linea difensiva, spesso certi errori li fanno perché non sono concentrati. Sono potenti fisicamente [...] però, quando c'è da pensare [..] spesso e volentieri fanno questi errori».
Nel 2025 si candida alle elezioni comunali di Genova nella lista Vince Genova a sostegno del candidato di centro-destra Pietro Piciocchi ma con 235 preferenze si piazza solo 13º in lista.

## Statistiche

### Presenze e reti nei club
Statistiche aggiornate al 2 aprile 2021.
| Stagione            | Squadra             | Campionato          | Campionato | Campionato | Coppe nazionali | Coppe nazionali | Coppe nazionali | Coppe continentali | Coppe continentali | Coppe continentali | Altre coppe | Altre coppe | Altre coppe | Totale | Totale |
| Stagione            | Squadra             | Comp                | Pres       | Reti       | Comp            | Pres            | Reti            | Comp               | Pres               | Reti               | Comp        | Pres        | Reti        | Pres   | Reti   |
| ------------------- | ------------------- | ------------------- | ---------- | ---------- | --------------- | --------------- | --------------- | ------------------ | ------------------ | ------------------ | ----------- | ----------- | ----------- | ------ | ------ |
| 1984-1985           | Genoa               | B                   | 9          | 0          | CI              | 4               | 0               | -                  | -                  | -                  | -           | -           | -           | 13     | 0      |
| 1985-1986           | Genoa               | B                   | 13         | 0          | CI              | 4               | 0               | -                  | -                  | -                  | -           | -           | -           | 17     | 0      |
| 1986-1987           | Genoa               | B                   | 35         | 3          | CI              | 0               | 0               | -                  | -                  | -                  | -           | -           | -           | 35     | 3      |
| 1987-1988           | Genoa               | B                   | 34         | 0          | CI              | 5               | 0               | -                  | -                  | -                  | -           | -           | -           | 39     | 0      |
| 1988-1989           | Genoa               | B                   | 35         | 4          | CI              | 4               | 1               | -                  | -                  | -                  | -           | -           | -           | 39     | 5      |
| 1989-1990           | Genoa               | A                   | 25         | 0          | CI              | 2               | 0               | -                  | -                  | -                  | -           | -           | -           | 27     | 0      |
| 1990-1991           | Genoa               | A                   | 32         | 4          | CI              | 4               | 0               | -                  | -                  | -                  | -           | -           | -           | 36     | 4      |
| 1991-1992           | Genoa               | A                   | 29         | 2          | CI              | 6               | 0               | CU                 | 9                  | 0                  | -           | -           | -           | 44     | 2      |
| Totale Genoa        | Totale Genoa        | Totale Genoa        | 212        | 13         |                 | 29              | 1               |                    | 9                  | 0                  |             | -           | -           | 250    | 14     |
| 1992-1993           | Milan               | A                   | 21         | 2          | CI              | 7               | 1               | UCL                | 5                  | 1                  | -           | -           | -           | 33     | 4      |
| 1993-1994           | Milan               | A                   | 21         | 1          | CI              | 2               | 1               | UCL                | 3                  | 0                  | SI+SU+CInt  | 1+1+0       | 0           | 28     | 2      |
| 1994-1995           | Milan               | A                   | 11         | 0          | CI              | 0               | 0               | UCL                | 4                  | 0                  | SI+SU+CInt  | 0+1+0       | 0           | 16     | 0      |
| 1995-1996           | Milan               | A                   | 24         | 1          | CI              | 2               | 1               | CU                 | 7                  | 2                  | -           | -           | -           | 33     | 4      |
| 1996-1997           | Milan               | A                   | 21         | 2          | CI              | 4               | 0               | UCL                | 4                  | 0                  | SI          | 1           | 0           | 30     | 2      |
| Totale Milan        | Totale Milan        | Totale Milan        | 98         | 6          |                 | 15              | 3               |                    | 23                 | 3                  |             | 4           | 0           | 140    | 12     |
| 1997-1998           | Derby County        | PL                  | 23         | 5          | FACup+CdL       | 0+1             | 0               | -                  | -                  | -                  | -           | -           | -           | 24     | 5      |
| 1998-1999           | Derby County        | PL                  | 25         | 0          | FACup+CdL       | 1+0             | 0               | -                  | -                  | -                  | -           | -           | -           | 26     | 0      |
| 1999-2000           | Derby County        | PL                  | 19         | 0          | FACup+CdL       | 0+0             | 0               | -                  | -                  | -                  | -           | -           | -           | 19     | 0      |
| 2000-2001           | Derby County        | PL                  | 28         | 2          | FACup+CdL       | 0+0             | 0               | -                  | -                  | -                  | -           | -           | -           | 28     | 2      |
| Totale Derby County | Totale Derby County | Totale Derby County | 95         | 7          |                 | 2               | 0               |                    | -                  | -                  |             | -           | -           | 97     | 7      |
| 2001-2002           | Pro Sesto           | C2                  | 2          | 0          | CI-C            | ?               | ?               | -                  | -                  | -                  | -           | -           | -           | 2+     | 0+     |
| 2002-2003           | Pro Sesto           | C2                  | 13         | 1          | CI-C            | ?               | ?               | -                  | -                  | -                  | -           | -           | -           | 13+    | 1+     |
| Totale Pro Sesto    | Totale Pro Sesto    | Totale Pro Sesto    | 15         | 1          |                 | ?               | ?               |                    | -                  | -                  |             | -           | -           | 15+    | 1+     |
| Totale carriera     | Totale carriera     | Totale carriera     | 420        | 27         |                 | 46+             | 4+              |                    | 32                 | 3                  |             | 4           | 0           | 502+   | 34+    |

### Cronologia presenze e reti in nazionale
| Cronologia completa delle presenze e delle reti in nazionale ― Italia | Cronologia completa delle presenze e delle reti in nazionale ― Italia | Cronologia completa delle presenze e delle reti in nazionale ― Italia | Cronologia completa delle presenze e delle reti in nazionale ― Italia | Cronologia completa delle presenze e delle reti in nazionale ― Italia | Cronologia completa delle presenze e delle reti in nazionale ― Italia | Cronologia completa delle presenze e delle reti in nazionale ― Italia | Cronologia completa delle presenze e delle reti in nazionale ― Italia |
| Data                                                                  | Città                                                                 | In casa                                                               | Risultato                                                             | Ospiti                                                                | Competizione                                                          | Reti                                                                  | Note                                                                  |
| --------------------------------------------------------------------- | --------------------------------------------------------------------- | --------------------------------------------------------------------- | --------------------------------------------------------------------- | --------------------------------------------------------------------- | --------------------------------------------------------------------- | --------------------------------------------------------------------- | --------------------------------------------------------------------- |
| 22-12-1990                                                            | Limassol                                                              | Cipro                                                                 | 0 – 4                                                                 | Italia                                                                | Qual. Euro 1992                                                       | -                                                                     |                                                                       |
| 13-2-1991                                                             | Terni                                                                 | Italia                                                                | 0 – 0                                                                 | Belgio                                                                | Amichevole                                                            | -                                                                     |                                                                       |
| 1-5-1991                                                              | Salerno                                                               | Italia                                                                | 3 – 1                                                                 | Ungheria                                                              | Qual. Euro 1992                                                       | -                                                                     | 38’                                                                   |
| 5-6-1991                                                              | Oslo                                                                  | Norvegia                                                              | 2 – 1                                                                 | Italia                                                                | Qual. Euro 1992                                                       | -                                                                     |                                                                       |
| 16-6-1991                                                             | Stoccolma                                                             | Italia                                                                | 1 – 1 dts (3 – 2 dtr)                                                 | Unione Sovietica                                                      | Torneo Scania 100 - Finale                                            | -                                                                     |                                                                       |
| 25-9-1991                                                             | Sofia                                                                 | Bulgaria                                                              | 2 – 1                                                                 | Italia                                                                | Amichevole                                                            | -                                                                     | 46’                                                                   |
| 13-11-1991                                                            | Genova                                                                | Italia                                                                | 1 – 1                                                                 | Norvegia                                                              | Qual. Euro 1992                                                       | -                                                                     |                                                                       |
| 25-3-1992                                                             | Torino                                                                | Italia                                                                | 1 – 0                                                                 | Germania                                                              | Amichevole                                                            | -                                                                     | 80’                                                                   |
| 9-9-1992                                                              | Eindhoven                                                             | Paesi Bassi                                                           | 2 – 3                                                                 | Italia                                                                | Amichevole                                                            | 1                                                                     |                                                                       |
| 14-10-1992                                                            | Cagliari                                                              | Italia                                                                | 2 – 2                                                                 | Svizzera                                                              | Qual. Mondiali 1994                                                   | 1                                                                     |                                                                       |
| 18-11-1992                                                            | Glasgow                                                               | Scozia                                                                | 0 – 0                                                                 | Italia                                                                | Qual. Mondiali 1994                                                   | -                                                                     |                                                                       |
| 19-12-1992                                                            | Ta' Qali                                                              | Malta                                                                 | 1 – 2                                                                 | Italia                                                                | Qual. Mondiali 1994                                                   | -                                                                     |                                                                       |
| 22-9-1993                                                             | Tallinn                                                               | Estonia                                                               | 0 – 3                                                                 | Italia                                                                | Qual. Mondiali 1994                                                   | -                                                                     |                                                                       |
| 13-10-1993                                                            | Roma                                                                  | Italia                                                                | 3 – 1                                                                 | Scozia                                                                | Qual. Mondiali 1994                                                   | 1                                                                     |                                                                       |
| 16-2-1994                                                             | Napoli                                                                | Italia                                                                | 0 – 1                                                                 | Francia                                                               | Amichevole                                                            | -                                                                     |                                                                       |
| 25-3-1995                                                             | Salerno                                                               | Italia                                                                | 4 – 1                                                                 | Estonia                                                               | Qual. Euro 1996                                                       | -                                                                     | 56’                                                                   |
| 19-6-1995                                                             | Losanna                                                               | Svizzera                                                              | 0 – 1                                                                 | Italia                                                                | Torneo del Centenario della Federazione Svizzera                      | -                                                                     | 77’                                                                   |
| 21-6-1995                                                             | Zurigo                                                                | Italia                                                                | 0 – 2                                                                 | Germania                                                              | Torneo del Centenario della Federazione Svizzera                      | -                                                                     | 57’                                                                   |
| 22-1-1997                                                             | Palermo                                                               | Italia                                                                | 2 – 0                                                                 | Irlanda del Nord                                                      | Amichevole                                                            | -                                                                     | 79’                                                                   |
| 29-3-1997                                                             | Trieste                                                               | Italia                                                                | 3 – 0                                                                 | Moldavia                                                              | Qual. Mondiali 1998                                                   | -                                                                     | 75’                                                                   |
| Totale                                                                |                                                                       | Presenze                                                              | 20                                                                    |                                                                       | Reti                                                                  | 3                                                                     |                                                                       |

## Palmarès

### Giocatore

#### Club

##### Competizioni nazionali
- Campionato italiano di Serie B: 1

Genoa: 1988-1989
- Supercoppa italiana: 3

Milan: 1992, 1993, 1994
- Campionato italiano: 3

Milan: 1992-1993, 1993-1994, 1995-1996

##### Competizioni internazionali
- UEFA Champions League: 1

Milan: 1993-1994
- Supercoppa UEFA: 1

Milan: 1994